# Палочка над Т

Корабль, находящийся сверху, «ставит палочку» нижнему кораблю.

Синий отряд «ставит палочку» красному отряду

Палочка над Т (англ. Crossing the T) — приём военно-морской тактики конца XIX — начала XX века. Заключается в том, что кильватерная колонна линейных кораблей занимает позицию впереди и перпендикулярно такому же строю кораблей противника. Полученное в итоге взаимное расположение отрядов напоминает букву «Т», отчего и произошло название.
Корабли, «поставившие палочку», могут использовать для стрельбы все свои орудия главного калибра, в то время как возможности противника оказываются сильно ограниченными.
«Палочка над „Т“» являлась «классической» концепцией морского боя с участием крупных артиллерийских кораблей, и тактика возможных морских столкновений вплоть до Второй мировой войны рассматривалась в первую очередь именно с такой точки зрения.

## История
Возникновение подобной тактики стало возможным с появлением броненосных кораблей с паровой машиной и поворотными башнями главного калибра с механическим приводом. В парусную эпоху ни маневренность кораблей, ни дальнобойность артиллерии, ни существенные ограничения в горизонтальной наводке пушек не позволяли применять подобные приёмы.
В свою очередь, «палочка над „Т“» устарела с появлением авиации и управляемых ракет, что сделало морские сражения гораздо менее зависимыми от взаимного расположения кораблей.

## Тактика
Как и в парусную эпоху, броненосцы, как правило, выходили в бой в кильватерном строю, и с той же целью: таким образом они могли наиболее полно использовать свои орудия (повёрнутые на борт) без риска попасть по своим. Очевидно, что и базовая тактика практически не отличалась от парусной — колонны кораблей сходились параллельными курсами и вели огонь друг по другу.
Вооружение большинства эскадренных броненосцев рубежа XIX—XX веков состояло из четырёх орудий главного калибра (по большей части 12 дюймов — 305 мм), расположенных по два в двух башнях — в носу и в корме. Это было обусловлено целым рядом конструктивных ограничений и тактических воззрений того времени. Соответственно, стрелять прямо в нос или в корму могли лишь два орудия из четырёх, а на борт — все четыре.
Таким образом, выстраиваясь перпендикулярно курсу противника, «ставящие палочку» корабли могут использовать и носовые, и кормовые орудия на самых широких углах. Одновременно, противник почти не может вести огонь из кормовых башен, а огонь из носовых невозможен прямо по курсу, так как там находятся свои корабли.
Для «ставящих палочку» ошибки в определении дистанции до цели становятся не столь критичны: они ведут огонь вдоль колонны противника, и перелёт по ведущему кораблю может оказаться попаданием в мателота.
Такая схема в известной степени упрощает и централизованный контроль огня (хотя была разработана в то время, когда такового ещё не существовало): для всех кораблей, «ставящих палочку», дистанция до одной и той же цели различается незначительно. В то же время у противника каждый корабль вынужден использовать собственные показания дальномеров.
Очевидно, что для достижения «палочки» необходимо иметь скорость большую, чем у противника, или заранее занять выгодную позицию.

## Битвы
- Цусимское сражение (1905) — один из первых примеров подобной тактики, ставший классическим. Адмирал Того заранее занял выгодную позицию и смог, фактически, несколько раз «поставить палочку над „Т“» — как до, так и после своего знаменитого поворота. Действия русского отряда были стеснены узостью пролива, а кроме того, Того имел заметное преимущество в скорости. Результаты сражения оказали огромное влияние на военно-морскую мысль начала XX века, и именно тогда «палочка» приобрела статус «классического» тактического приёма.
- Сражение у Элли (1912) — Греческий командующий Павлос Кунтуриотис, уступая противнику в артиллерии, но имея преимущество в скорости, «поставил палочку» фактически силами одного корабля — своего флагмана «Георгиос Авероф» — и заставил турок отступить.
- Ютландское сражение (1916) — командующий «Гранд-флитом» Джон Джеллико дважды сумел пересечь курс германских главных сил, однако это не привело к решительным результатам: германские корабли оба раза сумели уклониться от боя в условиях ограниченной видимости.
- Бой у мыса Эсперанс (1942) — американский отряд крейсеров и эсминцев сумел нанести поражение практически равному по силам японскому отряду в ночном бою. Американцы воспользовались преимуществом радаров и фактически застали японского командующего врасплох.
- Сражение в проливе Суригао (1944) — последний в истории пример «классической» битвы артиллерийских кораблей: американцы намеренно не применяли авиацию — в качестве своеобразного «подарка» флотскому командованию — зато сполна использовали преимущество в радиоэлектронном оборудовании линкоров. Разгром отряда Нисимуры в узкости по ряду деталей напоминает обстоятельства Цусимского сражения.